# Ambjörnarps kyrka
Ambjörnarps kyrka är en kyrkobyggnad belägen i Ambjörnarp, Tranemo kommun. Sedan 2014 tillhör kyrkan Tranemo församling (tidigare Ambjörnarps församling) i Göteborgs stift.

## Kyrkobyggnaden
Den tidigare kyrkan på platsen uppfördes 1623 och föregicks av en träkyrka som sannolikt var av medeltida ursprung. Den revs 1840.
Nuvarande träkyrka i nyklassicistisk stil uppfördes 1840-1841, togs i bruk 1841 och invigdes 1842. Byggmästare var Johannes Pettersson från den kända byggmästargruppen i Sandhults socken. Kyrkan tillhör, tillsammans med kyrkorna i Sjötofta, Skephult, Mjöbäck och Älvsered, en enhetlig grupp nästan identiska nyklassicistiska träkyrkor i liggtimmer med långhus, femsidigt brutet korparti, fem fönsteraxlar, sydportal och smalare torn i väster. Exteriören är mycket väl bevarad sedan byggnadstiden. Väggarna är klädda med stående vitmålad träpanel och genombryts av rundbågiga stora fönsteröppningar. De främsta fönstrens blyinfattade färgade glas insattes i början av 1950-talet. Kyrkan är vitmålad med bruna och gula detaljer. Dekorationsmåleriet över ljuskronorna tillkom 1920. 
Skranket invid predikstolen är ovanligt och har funnits sedan kyrkan byggdes. Detta lilla utrymme lär ha varit den ursprungliga sakristian (prästens förberedelserum). Norr om koret finns numer istället en vidbyggd sakristia. Ingångar till kyrkan finns i tornets bottenvåning, långhusets södra sida samt från sakristian. 
Tornets tak har en flack huv som kröns med lanternin och förgyllt kors. År 1936 belades yttertaket med plåt. År 1943 installerades elektrisk belysning. År 1971 genomgick kyrkan en in- och utvändig restaurering då vapenhuset förändrades och tornet fick ett nytt kors. År 2000 belades långhustaket med kopparplåt. Vid den senaste renoveringen 2010 blev kyrkan anpassad för funktionshindrade genom att trösklar och nivåskillnader togs bort. Dessutom anordnades rum under orgelläktaren för kyrkkaffe och mindre gudstjänster vintertid. Under perioden 1971-2010 hade kyrkan enligt tidens sed grå heltäckningsmatta, men har nu återfått sitt trägolv, med ursprungliga breda tiljor i koret och vapenhuset. 

## Inventarier
- Altaret är det ursprungliga, även om det vid den senaste renoveringen 2010 gjordes flyttbart, så att prästen kan vara vänd mot församlingen vid nattvardsfirandet.
- Altartavlan är en oljemålning utförd 1895 av Bertha Maria Ahlgren från Länghem. Tavlans motiv är "Jesus emottager syndare". Bakom altartavlan döljs kyrkans ursprungliga altartavla, målad direkt på väggen med samma motiv som i grannförsamlingen Sjötofta (den tomma svepningen som hänger över korset).
- Dopfunten är gjord i kalkad ek och är inköpt 1961. Tillhörande dopskål är tillverkad av mässing.
- Predikstolen, bestående av rund korg och ett runt ljudtak, är placerad på norra långhusväggen.
- Ljuskronan i koret är en praktfull glaskrona utförd på Limmareds glasbruk, som efter den renovering vid Sveriges glasmuseum 2010 försetts med ny belysning, så att kronan är belyst uppifrån istället för att bära ljus eller lampor.

### Klockor
- Storklockan är av senmedeltida typ och har skriftband med 24 bokstäver, som emellertid inte går att tyda.
- Lillklockan, som omgöts 1889, saknar inskrifter.[1]

### Orgel
Orgelfasaden, som är ljudande, härstammar från den första orgeln, ritad av Johan Nikolaus Söderling 1840. En pipa därifrån är bevarad. Orgeln har även byggts om av Nordfors & Co. 1927, varifrån en pipa är bevarad, och Tostareds Kyrkorgelfabrik 1968. Instrumentet har nu fjorton stämmor fördelade på två manualer och pedal.

## Kyrkogård
Kyrkogården inhägnas av stenmurar som kantas av en trädkrans, delvis härrörande från 1890-talet. Smidesgrindarna åt söder och öster kommer från Strömsfors bruk.